# Équation de Burgers
Pour les articles homonymes, voir Burgers.
L'équation de Burgers est une équation aux dérivées partielles issue de la mécanique des fluides. Elle apparaît dans divers domaines des mathématiques appliquées, comme la modélisation de la dynamique des gaz, de l'acoustique ou du trafic routier. Elle doit son nom à Johannes Martinus Burgers qui l'a discutée en 1948. Elle apparaît dans des travaux antérieurs du mathématicien Andrew Forsyth et d'Harry Bateman.

## Formulation
En notant u la vitesse, et ν le coefficient de viscosité cinématique, la forme générale de l'équation de Burgers est :
{\displaystyle {\frac {\partial u}{\partial t}}+u{\frac {\partial u}{\partial x}}=\nu {\frac {\partial ^{2}u}{\partial x^{2}}}}.
Quand ν = 0, l'équation de Burgers devient l'équation de Burgers sans viscosité :
{\displaystyle {\frac {\partial u}{\partial t}}+u{\frac {\partial u}{\partial x}}=0},
La matrice jacobienne de cette équation se réduit à la quantité scalaire u, valeur réelle. Il s'agit donc d'une équation aux dérivées partielles hyperbolique. Elle peut donc comporter des discontinuités (ondes de choc).
La forme conservative de cette équation est :
{\displaystyle {\frac {\partial u}{\partial t}}+{\frac {1}{2}}{\frac {\partial }{\partial x}}\left(u^{2}\right)=0}

## Équation sans viscosité

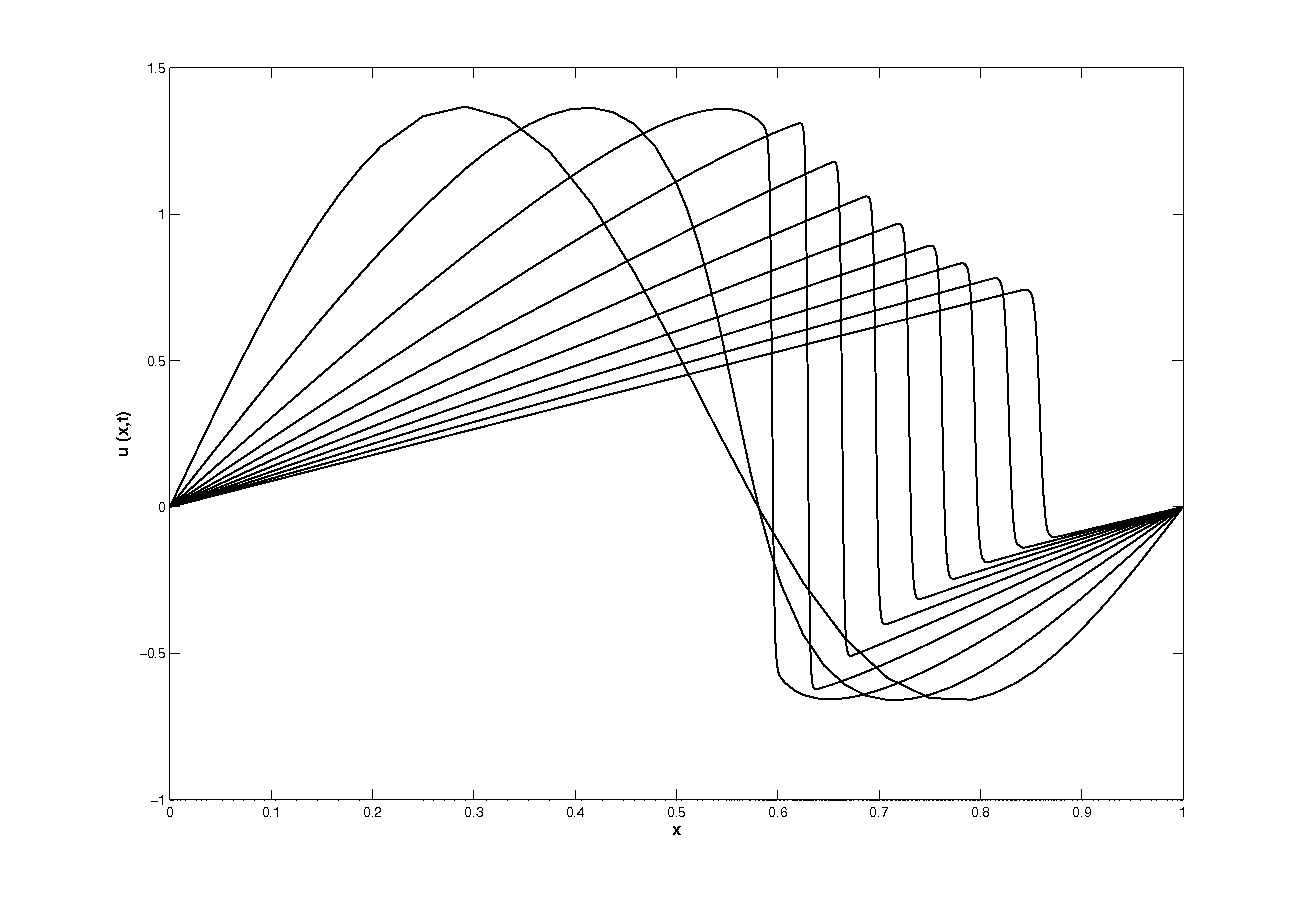
Solution de l'équation de Burgers à partir d'un profil sinusoïdal.

### Solution régulière

#### Par laméthode des caractéristiques
On cherche une ligne caractéristique [x(s), t(s)] le long de laquelle l'équation de Burgers se réduit à une équation différentielle ordinaire. Calculons la dérivée de ν le long d'une telle courbe :
{\displaystyle {\begin{aligned}{\frac {\mathrm {d} u[x(s),t(s)]}{\mathrm {d} s}}&=0\\[1em]&=&{\frac {\mathrm {d} t}{\mathrm {d} s}}{\frac {\partial u}{\partial t}}+{\frac {\mathrm {d} x}{\mathrm {d} s}}{\frac {\partial u}{\partial x}}\end{aligned}}}
On identifie l'équation de Burgers en faisant (on suppose t(0) = 0): 
{\displaystyle {\frac {\mathrm {d} t}{\mathrm {d} s}}=1\qquad \Rightarrow \qquad t(s)=s}
{\displaystyle {\frac {\mathrm {d} x}{\mathrm {d} s}}=u\qquad \Rightarrow \qquad x(s)=x_{0}+us=x_{0}+ut}
Les caractéristiques dans le plan (x,t) sont des droites de pente ν le long desquelles la solution est constante.
La valeur en un point (xc,tc) s'obtient en "remontant" la caractéristique jusqu'à son origine x0 = xc – utc. Cette valeur est u = u(x0).

#### Méthode utilisant unansatz
On peut donner une solution générale sous la forme
{\displaystyle u(x,t)=f(w)}
où f est une fonction quelconque de la variable w = x–ut.
On note {\displaystyle f'={\frac {\mathrm {d} f}{\mathrm {d} w}}}
Si on reporte dans l'équation de Burgers il vient :
{\displaystyle \left({\frac {\partial u}{\partial t}}+u{\frac {\partial u}{\partial x}}\right)\left(1+tf'\right)=0}
f est donc solution sauf si le second terme de l'équation s'annule.
La dérivée de u s'écrit :
{\displaystyle {\frac {\mathrm {d} u}{\mathrm {d} x}}={\frac {f'}{1+tf'}}}
La fonction u devient singulière pour 1 + tf' = 0, point d'intersection des caractéristiques. Au-delà la solution régulière de l'équation n'a plus de sens physique puisque la solution est multivaluée.

#### Quantité conservative
Intégrons l'équation sous forme conservative de a à b :
{\displaystyle {\frac {\mathrm {d} }{\mathrm {d} t}}\int _{a}^{b}u\mathrm {d} x={\frac {u_{a}^{2}}{2}}-{\frac {u_{b}^{2}}{2}}\;\;\;\forall a,b}
Si u s'annule à deux bornes finies (problème périodique) ou infinies alors :
{\displaystyle {\frac {\mathrm {d} }{\mathrm {d} t}}\int _{a}^{b}u\mathrm {d} x=0}
Dans un système fermé la quantité {\displaystyle \int u\mathrm {d} x} est conservée au cours du temps.

### La discontinuité
Pour un système d'équations hyperbolique écrit sous la forme 
{\displaystyle {\frac {\partial u}{\partial t}}+{\frac {\partial g(u)}{\partial x}}=0}
la vitesse de propagation d'un choc est donné par l'équation de Rankine-Hugoniot
{\displaystyle c={\frac {\Delta g}{\Delta u}}}
Dans notre cas {\displaystyle g={\frac {u^{2}}{2}}}, d'où
{\displaystyle c={\frac {{\frac {u_{G}^{2}}{2}}-{\frac {u_{D}^{2}}{2}}}{u_{G}-u_{D}}}={\frac {u_{G}+u_{D}}{2}}}
où uG et uD sont les vitesses de part et d'autre du choc.

## Équation avec viscosité
On peut transformer cette équation en utilisant la transformation de Hopf-Cole, :
{\displaystyle u=-{\frac {2\nu }{\phi }}{\frac {\partial \phi }{\partial x}}}
En portant dans l'équation il vient :
{\displaystyle {\frac {\partial }{\partial x}}\left({\frac {1}{\phi }}{\frac {\partial \phi }{\partial t}}\right)={\frac {\partial }{\partial x}}\left({\frac {\nu }{\phi }}{\frac {\partial ^{2}\phi }{\partial x^{2}}}\right)}
Par intégration par rapport à x il s'introduit une "constante" d'intégration fonction du temps que l'on note g(t), déterminée par les conditions aux limites :
{\displaystyle {\frac {\partial \phi }{\partial t}}=\nu {\frac {\partial ^{2}\phi }{\partial x^{2}}}+g(t)\phi }
Le nouveau changement de variable ψ = ϕ exp(∫g dt) permet d'écrire :
{\displaystyle {\frac {\partial \psi }{\partial t}}=\nu {\frac {\partial ^{2}\psi }{\partial x^{2}}}}
On obtient une équation de diffusion analogue à l'équation de la chaleur pour laquelle il existe des solutions analytiques.